# Данілово-Дуже
Данілово-Дуже (пол. Daniłowo Duże) — село в Польщі, у гміні Лапи Білостоцького повіту Підляського воєводства.
Населення — 223 особи (2011).
У 1975-1998 роках село належало до Білостоцького воєводства.

## Демографія
Демографічна структура станом на 31 березня 2011 року:
|          | Загалом | Допрацездатний вік | Працездатний вік | Постпрацездатний вік |
| -------- | ------- | ------------------ | ---------------- | -------------------- |
| Чоловіки | 103     | 25                 | 65               | 13                   |
| Жінки    | 120     | 29                 | 64               | 27                   |
| Разом    | 223     | 54                 | 129              | 40                   |